# Viarigi
Viarigi là một đô thị ở tỉnh Asti vùng Piedmont thuộc Ý, nằm ở vị trí cách khoảng 50 km về phía đông của Torino và khoảng 15 km về phía đông bắc của Asti. Tại thời điểm ngày 31 tháng 12 năm 2004, đô thị này có dân số 986 người và diện tích là 13,7 km².
Viarigi giáp các đô thị: Altavilla Monferrato, Felizzano, Montemagno, Quattordio và Refrancore.